# 洛加塔河
洛加塔河是俄羅斯的河流，屬於泰梅爾河的右支流，由克拉斯諾亞爾斯克邊疆區負責管轄，河道全長393公里，流域面積10,900平方公里，河水主要來自雨水和融雪，每年九月至翌年六月結冰。